# テケテケ
テケテケとは、下半身が欠損した姿で描写される亡霊、もしくは妖怪の呼び名、またはそれにまつわる話の題名である。肘掛け女とも。
両腕を使い移動する際に「テケテケ」という音がするため、この名で呼ばれるとされている。
「噂話」「怪談」「都市伝説」として語られており、いくつかのバリエーションが存在する。また、カシマさんと同一視されることもある。

## 概要
北国で女性が線路に落下し、電車に轢かれて上半身と下半身に切断されたが、あまりの寒さによって血管の先が凍り付いて止血され、暫くの間苦しみながら周りへ助けを求めたものの、駅員の判断によってブルーシートをかけられ、女性はその後しばらくして死んだ、という都市伝説がある。この話の場合、自分を見捨てた人間を恨んでいるため、足探しではなく、人間を殺すこと自体を目的としている。

## 考察

### 話の構成
「テケテケ」のストーリーは大きく二つのパートに分かれる。
- テケテケが亡霊となった理由
- その逸話を聞いた者に対するサプライズ

まず逸話を紹介し、恐怖心を煽った後に、「この話を聞いた者のところにも現れる」と付け加えることで、さらに恐怖心を増幅するためである。

### 出血の停止・胴体の切断
- 「テケテケ」の因縁に「あまりの寒さに血管が収縮してしまい、出血が止まった（だから楽に死ねずに苦しんだ）」とあるが[6]、現実には「冬の北海道」の寒さ程度ではそのようなことは起こらないとされている。氷点下数百度で急激に冷却しない限り、人間の体温下では血管を止血するまで収縮させる・もしくは入り口部分の血液を凍結させることはできない。
- 電車に撥ねられた場合、上半身と下半身に切断されることはほとんどなく、電車が徐行運転であっても人間の体がその衝撃を受けると、全身打撲による粉砕骨折、内臓破裂及び脳挫傷になり、速度が出ている場合では細かな肉片となって飛び散ってしまう。仮に即死しなかったとしても意識があることはまずない。

### 同じエピソードの都市伝説
- 童謡の「サッちゃん」に4番があるという都市伝説も、エピソードが同じで、北海道室蘭で女子中学生の桐谷佐知子(14歳)が、下校途中に通学路の途中にある踏切の線路の溝に足がはまって、くじいて動けなくなり、そのまま人身事故に遭って、胴体を真っ二つに轢かれて死亡したもの。その際も寒さで露出した内臓や血管が収縮して一時的に出血が停止し、数分間激痛に悶え苦しみながら、自分の下半身を探しながら息絶えたという。そして、その事故を面白がった男子生徒が「サッちゃん」の4番を作り、周りに言いふらすと、男子生徒が足なし死体で見つかったという。このように、「サッちゃん」とテケテケは共通した都市伝説が用いられている[7]。
- 「テケテケ」の因縁と同じ形式の事故に由来しながら、その場で運転士をショック死させたり、事故現場で声が聞こえるという都市伝説も[8]元は別の話として語られており[9]、テケテケやカシマさんと互いに影響を与え合った可能性を吉田悠軌は唱えている[3]。
- 漫画「地獄先生ぬ〜べ〜」にてテケテケをベースにした「てけてけ怪の巻」という物語があり、その作中の描写や「三日以内に忘れないと目の前にてけてけが現れる」という触れ込みが当時の読者にトラウマ級の衝撃を与えたため、同作品のストーリーを取り扱った各種サイト等でも必ずランキング上位に食い込む話となっている[10][11]。